# Inselkammer
Inselkammer ist der Familienname einer deutschen Unternehmerfamilie aus München. Die Familie stammt ursprünglich aus Siegertsbrunn, wo sie seit 1877 einen Gasthof bewirtschaftete. Ihr gehören unter anderem maßgebliche Anteile an der Augustiner- und der Ayinger-Brauerei sowie mehrere Immobilien in der Münchner Altstadt.
Bedeutende Familienmitglieder:
- Angela Inselkammer (* 1958), Präsidentin des Bayerischen Hotel- und Gaststättenverbandes DEHOGA Bayern
- Franz Inselkammer (Brauer, 1902) (1902–1986), deutscher Brauerei-Unternehmer
- Franz Inselkammer (Brauer, 1935) (1935–2024), deutscher Brauereimeister
- Hans Inselkammer (* 1933), ehemaliger Geschäftsführer der Augustiner-Brauerei
- Jannik Inselkammer (1968–2014), Brauerei-Unternehmer
- Peter Inselkammer (Gastronom, 1940) (* 1940), deutscher Gastronom und ehemaliger Wiesnwirt
- Peter Inselkammer (Gastronom, 1970) (* 1970), deutscher Gastronom und Wiesnwirt